# Турнир чемпионок WTA 2012
Qatar Airways Tournament Of Champions Sofia 2012 — женский профессиональный теннисный турнир, проводимый в 2012 году в четвёртый раз.
Место проведения — «Арена Армеец», София, Болгария. Сроки проведения: 30 октября — 4 ноября. Не стоит путать этот турнир с главным итоговом турниром года WTA, который проходил в Стамбуле с 23 по 28 октября.

## Общая информация
На четвёртый год существования турнир сменил место проведения, переехав из Индонезии в Болгарию. Новые хозяева соревнований предоставили одно из специальных приглашений своей теннисистке.
Впервые на турнир не приехала теннисистка, выигравшая по ходу сезона три турнира международной категории: итальянка Сара Эррани выиграла по ходу года сразу четыре соревнования международной категории, но отобралась на основной итоговый.
Ни одна из пяти предыдущих финалисток турнира не выступала в 2012 году на итоговом соревновании.
После двухгодичной паузы организаторы вернулись к групповым турнирам на первой стадии. На этот раз все участницы поделены на две группы.

## Итоговый состав участниц
| поз | Теннисистка       |
| --- | ----------------- |
| 1   | Каролина Возняцки |
| 2   | Надежда Петрова   |
| 3   | Роберта Винчи     |
| 4   | Се Шувэй          |
| 5   | Чжэн Цзе          |
| 6   | Даниэла Гантухова |
| WC  | Мария Кириленко   |
| WC  | Цветана Пиронкова |
| Alt | София Арвидссон   |

- Подробнее об отборе

## Ход турнира

### Используемые сокращения
- Q (англ. qualifier, дословно — квалифицировавшийся) — победитель квалификационного турнира.
- WC (англ. wild card, уайлд-кард) — специальное приглашение от организаторов.
- LD (англ. last direct acceptance, последний прямой допуск) — игрок, находящийся последним в списке участников, попадающих напрямую в основную сетку.
- LL (англ. lucky loser, лаки-лузер) — игрок с наивысшим рейтингом из проигравших в финальном раунде квалификации, приглашённый в качестве замены поздно снявшегося игрока основной сетки.
- Rt (англ. retired, дословно — снявшийся) — отказ игрока от продолжения игры по ходу матча.
- W/O (англ. walkover, дословно — проход) — выигрыш на невыходе соперника на игру.
- SE (англ. special exempt) — специальный допуск. Используется для игроков, которые удачно сыграли на неделе, предшествовавшей турниру, и потому не могли участвовать в квалификации.
- SR (англ. special rating) — специальный рейтинг. Даётся игроку, получившему травму и выбывшему из тура не менее чем на 6 месяцев и до двух лет. В этом случае его рейтинг на время лечения травмы «замораживается» и затем после возвращения, он имеет право заявляться на несколько турниров (определяется регламентом тура), чтобы попадать на турниры своего уровня.
- PR (англ. protected ranking, дословно — защищённый рейтинг). Используется для допуска в турнир игроков, пропустивших долгое время из-за травмы и опустившихся в рейтинге.
- ALT (англ. alternate) — альтернативный игрок в сетке (замена кого-то из поздно снявшихся с турнира).
- S (англ. suspended, дословно — отложен) — матч приостановлен из-за дождя или темноты.
- D (англ. defaulted) — один из спортсменов снят с турнира за неспортивное поведение.

### Финальные раунды
|  | Полуфиналы | Полуфиналы        | Полуфиналы        | Полуфиналы        | Полуфиналы        | Полуфиналы        | Полуфиналы        | Полуфиналы | Полуфиналы | Полуфиналы |   |                   | Финал             | Финал             | Финал             | Финал             | Финал             | Финал           | Финал           | Финал | Финал | Финал |
|  |            |                   |                   |                   |                   |                   |                   |            |            |            |   |                   |                   |                   |                   |                   |                   |                 |                 |       |       |       |
|  | 1          | Каролина Возняцки | Каролина Возняцки | Каролина Возняцки | Каролина Возняцки | Каролина Возняцки | Каролина Возняцки | 6          | 6          |            |   |                   |                   |                   |                   |                   |                   |                 |                 |       |       |       |
|  | 1          | Каролина Возняцки | Каролина Возняцки | Каролина Возняцки | Каролина Возняцки | Каролина Возняцки | Каролина Возняцки | 6          | 6          |            |   |                   |                   |                   |                   |                   |                   |                 |                 |       |       |       |
|  | WC         | Цветана Пиронкова | Цветана Пиронкова | Цветана Пиронкова | Цветана Пиронкова | Цветана Пиронкова | Цветана Пиронкова | 4          | 1          |            |   |                   |                   |                   |                   |                   |                   |                 |                 |       |       |       |
|  |            |                   |                   |                   |                   |                   |                   |            |            |            | 1 | Каролина Возняцки | Каролина Возняцки | Каролина Возняцки | Каролина Возняцки | Каролина Возняцки | Каролина Возняцки | 2               | 1               |       |       |       |
|  |            |                   |                   |                   |                   |                   |                   |            |            |            | 1 | Каролина Возняцки | Каролина Возняцки | Каролина Возняцки | Каролина Возняцки | Каролина Возняцки | Каролина Возняцки | 2               | 1               |       |       |       |
|  |            |                   |                   |                   |                   |                   |                   |            |            |            |   |                   | 2                 | Надежда Петрова   | Надежда Петрова   | Надежда Петрова   | Надежда Петрова   | Надежда Петрова | Надежда Петрова | 6     | 6     |       |
|  | 4          | Роберта Винчи     | Роберта Винчи     | Роберта Винчи     | Роберта Винчи     | Роберта Винчи     | Роберта Винчи     | 7          | 1          | 4          |   |                   | 2                 | Надежда Петрова   | Надежда Петрова   | Надежда Петрова   | Надежда Петрова   | Надежда Петрова | Надежда Петрова | 6     | 6     |       |
|  | 4          | Роберта Винчи     | Роберта Винчи     | Роберта Винчи     | Роберта Винчи     | Роберта Винчи     | Роберта Винчи     | 7          | 1          | 4          |   |                   |                   |                   |                   |                   |                   |                 |                 |       |       |       |
|  | 2          | Надежда Петрова   | Надежда Петрова   | Надежда Петрова   | Надежда Петрова   | Надежда Петрова   | Надежда Петрова   | 68         | 6          | 6          |   |                   |                   |                   |                   |                   |                   |                 |                 |       |       |       |
|  | 2          | Надежда Петрова   | Надежда Петрова   | Надежда Петрова   | Надежда Петрова   | Надежда Петрова   | Надежда Петрова   | 68         | 6          | 6          |   |                   |                   |                   |                   |                   |                   |                 |                 |       |       |       |
|  |            |                   |                   |                   |                   |                   |                   |            |            |            |   |                   |                   |                   |                   |                   |                   |                 |                 |       |       |       |

### Групповой раунд
Золотистым выделены игроки, занявшие первые два места в своих группах.

#### Группа Сердика[1]
| Посев | Теннисистка       | Возняцки       | Винчи    | Се            | Гантухова      | Матчи | Сеты | Геймы | Место |
| ----- | ----------------- | -------------- | -------- | ------------- | -------------- | ----- | ---- | ----- | ----- |
| 1     | Каролина Возняцки |                | 6-3, 6-1 | 6-2, 6-2      | 3-6, 7-64, 6-4 | 3-0   | 6-1  | 40-24 | 1     |
| 4     | Роберта Винчи     | 3-6, 1-6       |          | 6-1, 6-2      | 6-1, 6-2       | 2-1   | 4-2  | 28-18 | 2     |
| 5     | Се Шувэй          | 2-6, 2-6       | 1-6, 2-6 |               | 6-1, 0-6, 6-4  | 1-2   | 2-5  | 19-35 | 3     |
| 7     | Даниэла Гантухова | 6-3, 6-74, 4-6 | 1-6, 2-6 | 1-6, 6-0, 4-6 |                | 0-3   | 2-6  | 30-40 | 4     |

#### Группа Средец
| Посев | Теннисистка                     | Петрова        | Кириленко Арвидссон | Чжэн           | Пиронкова      | Матчи   | Сеты    | Геймы      | Место |
| ----- | ------------------------------- | -------------- | ------------------- | -------------- | -------------- | ------- | ------- | ---------- | ----- |
| 2     | Надежда Петрова                 |                | 3-6, 7-64, 6-3      | 6-3, 6-3       | 5-7, 6-1, 6-3  | 3-0     | 6-2     | 45-32      | 1     |
| 3 Alt | Мария Кириленко София Арвидссон | 6-3, 6-74, 3-6 |                     | 5-1 — отказ    | 6-1, 6-4       | 1-1 1-0 | 3-2 2-0 | 27-21 12-1 | X 3   |
| 6     | Чжэн Цзе                        | 3-6, 3-6       | 1-5 — отказ         |                | 6-2, 4-6, 6-74 | 0-3     | 1-6     | 23-39      | 4     |
| 8     | Цветана Пиронкова               | 7-5, 1-6, 3-6  | 1-6, 4-6            | 2-6, 6-4, 7-64 |                | 1-2     | 3-5     | 31-45      | 2     |

Примечание: При равенстве числа побед выше стоит спортсменка, проведшая большее число матчей.

## Очки рейтинга и призовые
| Результат         | Призовые         | Очки         |
| ----------------- | ---------------- | ------------ |
| Титул             | Группа + 190,000 | Группа + 195 |
| Финал             | Группа + 65,000  | Группа + 75  |
| Полуфинал         | Группа + 10,000  | Группа       |
| Группа (3 победы) | 80,000           | 180          |
| Группа (2 победы) | 65,000           | 145          |
| Группа (1 победа) | 50,000           | 110          |
| Группа (0 побед)  | 35,000           | 75           |
| Запасная          | 7,500            | 0            |